# Randie malgache
Randia pseudozosterops
Genre
Espèce
Statut de conservation UICN

 LC  : Préoccupation mineure
La Randie malgache (Randia pseudozosterops) est une espèce de passereaux de la famille des Bernieridae.
Son nom est en l'honneur du zoologiste canadien Austin Loomer Rand (1905-1982).
Cet oiseau est répandu à travers l'est de Madagascar.